# White Hand Gang
La White Hand Gang (in italiano: Banda della mano bianca o Mano bianca) fu un nome, negli Stati Uniti d'America per identifica diverse bande di irlandesi-americani a New York tra il 1900 e il 1925 che si organizzarono contro la crescente influenza dei banditi italiani.

Il nome fu scelto in opposizione alla Mano Nera, mettendo anche in evidenza nell'ambiente americano il fatto che gli irlandesi fossero considerati di razza bianca rispetto agli italiani considerati "non bianchi".

Divennero famosi per essere anti-italiani e particolarmente violenti, con i membri che si uccidevano l'un l'altro, e contribuendo a posizioni di comando instabili che ha portato alla loro scomparsa.

Uno dei capi storici fu Bill Lovett, che rimpiazzò Dinny Meehan. Lovett fu ucciso da Willie "Two-Knife" Altieri con una mannaia da macellaio il primo novembre 1923.

Il cognato di Lovett Richard Lonergan fu ucciso insieme ad altri suoi "compari" il 25 dicembre 1925  nel locale del mafioso italo-americano Joe Adonis, l'Adonis Social Club, dopo un alterco e insulti razziali tra i presenti.